# Liste des sous-marins de l'Inde
La liste des sous-marins de l'Inde regroupe les sous-marins commandés ou exploités par la marine indienne au fil des ans. Ils sont regroupés par classe, et au sein de la classe, par numéro de fanion.

## Sous-marins en service
| Classe                                        | Type                                          | Navires | Origine                                       | Déplacement                                   | Note |
| Sous-marins à propulsion nucléaire (1 navire) | Sous-marins à propulsion nucléaire (1 navire) | Sous-marins à propulsion nucléaire (1 navire) | Sous-marins à propulsion nucléaire (1 navire) | Sous-marins à propulsion nucléaire (1 navire) | Sous-marins à propulsion nucléaire (1 navire)                                                                   |
| --------------------------------------------- | --------------------------------------------- | --- | --------------------------------------------- | --------------------------------------------- | --- |
| Classe Arihant                                | Sous-marin nucléaire lanceur d'engins (SNLE)  | INS Arihant (S2) INS Arighat (S3) | Inde                                          | 6000 tonnes                                   | |
| Sous-marins diesel-électriques (15 navires)   |                                               | |                                               |                                               | |
| classe Shishumar                              | Sous-marin d'attaque conventionnel            | INS Shishumar (S44) INS Shankush (S45) INS Shalki (S46) INS Shankul (S47) | Allemagne Inde                                | 1850 tonnes                                   | les Shishumar et Shankush devraient être réaménagés à mi-vie en 2020-2021                                       |
| classe Sindhughosh (classe Kilo)              | Sous-marin d'attaque conventionnel            | INS Sindhughosh (S55) INS Sindhudhvaj (S56) INS Sindhuraj (S57) INS Sindhuratna (S59) INS Sindhukesari (S60) INS Sindhukirti (S61) INS Sindhuvijay (S62) INS Sindhurashtra (S65) | Union soviétique Russie                       | 3076 tonnes                                   | les Sindhuraj et Sindhukesari sont en cours de carénage à mi-vie. Le Sindhughosh devrait être réaménagé en 2020 |
| classe Kalvari (classe Scorpène)              | Sous-marin d'attaque conventionnel            | INS Kalvari (S21) INS Khanderi (S22) INS Karanj (S23) INS Vela (S24) | France Inde                                   | 1775 tonnes                                   | |

## En construction
| Classe                                     | Image                              | Type                                         | Navires                            | Origine                            | Déplacement                              | Statut                               | Note                                  |
| Sous-marins nucléaires (3 navires)         | Sous-marins nucléaires (3 navires) | Sous-marins nucléaires (3 navires)           | Sous-marins nucléaires (3 navires) | Sous-marins nucléaires (3 navires) | Sous-marins nucléaires (3 navires)       | Sous-marins nucléaires (3 navires)   | Sous-marins nucléaires (3 navires)    |
| ------------------------------------------ | ---------------------------------- | -------------------------------------------- | ---------------------------------- | ---------------------------------- | ---------------------------------------- | ------------------------------------ | ------------------------------------- |
| classe Arihant                             | S4                                 | Sous-marin nucléaire lanceur d'engins (SNLE) | S4 (nom de code) S4*(nom de code)  | Inde                               | 6000 tonnes (S3) 7000 tonnes (S4 et S4*) | 2 en construction, le S3 en essais   |                                       |
| Sous-marins diesel-électriques (2 navires) |                                    |                                              |                                    |                                    |                                          |                                      |                                       |
| classe Kalvari                             |                                    | Sous-marin d'attaque conventionnel           | INS Vagir (S25) INS Vagsheer (S26) | France Inde                        | 1870 tonnes                              | 1 en essais en mer 1 en construction | Le Vagir est en cours d’essais en mer |

## Planifiés
| Classe                                     | Image                               | Type                                                                                                  | Navires                             | Origine                             | Déplacement                         | Statut                              | Note |
| Sous-marins nucléaires (10 navires)        | Sous-marins nucléaires (10 navires) | Sous-marins nucléaires (10 navires)                                                                   | Sous-marins nucléaires (10 navires) | Sous-marins nucléaires (10 navires) | Sous-marins nucléaires (10 navires) | Sous-marins nucléaires (10 navires) | Sous-marins nucléaires (10 navires) |
| ------------------------------------------ | ----------------------------------- | --- | ----------------------------------- | ----------------------------------- | ----------------------------------- | ----------------------------------- | --- |
| classe S5                                  |                                     | Sous-marin nucléaire lanceur d'engins (SNLE)                                                          | 3                                   | Inde                                | 13500 tonnes                        | 3 prévus                            | Le projet a été approuvé avec un budget de ₹10 000 crore (1,3 milliard de dollars US), |
| Projet 75 Alpha                            |                                     | Sous-marin nucléaire d'attaque (SNA)                                                                  | 6                                   | Inde                                | 6000 tonnes                         | 6 prévus                            | 6 bateaux sont prévus et devraient être construits au Shipbuilding Centre (SBC) at Visakhapatnam. L’autorisation du projet a été accordée par le Comité du Cabinet sur la sécurité en février 2015 |
| classe Akula                               |                                     | Sous-marin nucléaire d'attaque (SNA)                                                                  | 1                                   | Russie                              | 12770 tonnes                        | 1 prévu                             | En mars 2019, l’Inde a signé un accord de 3 milliards de dollars avec la Russie pour louer un autre sous-marin de classe Akula, qui devrait rejoindre la marine indienne d’ici 2025                |
| Sous-marins diesel-électriques (6 navires) |                                     | |                                     |                                     |                                     |                                     | |
| classe Projet 75I                          |                                     | Sous-marin d'attaque conventionnel ; éventuellement sous-marin lanceur de missiles de croisière (SSG) | 6                                   | Inde                                | Non précisé                         | 6 prévus                            | Il a été approuvé par le gouvernement, pour une valeur de ₹43000 crore, en juin 2020 |

## Retirés du service

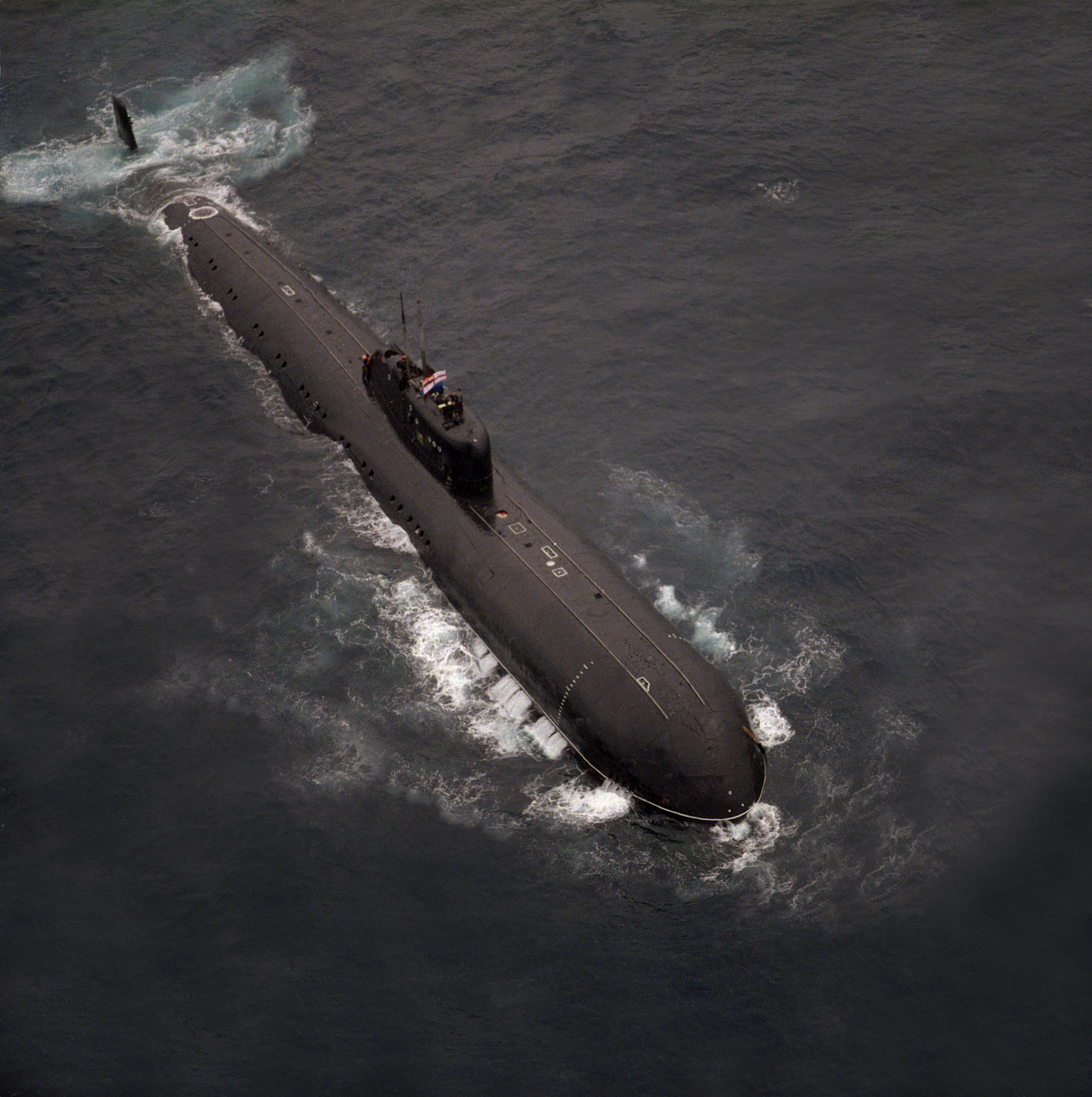
Le, un sous-marin nucléaire de classe Charlie loué.

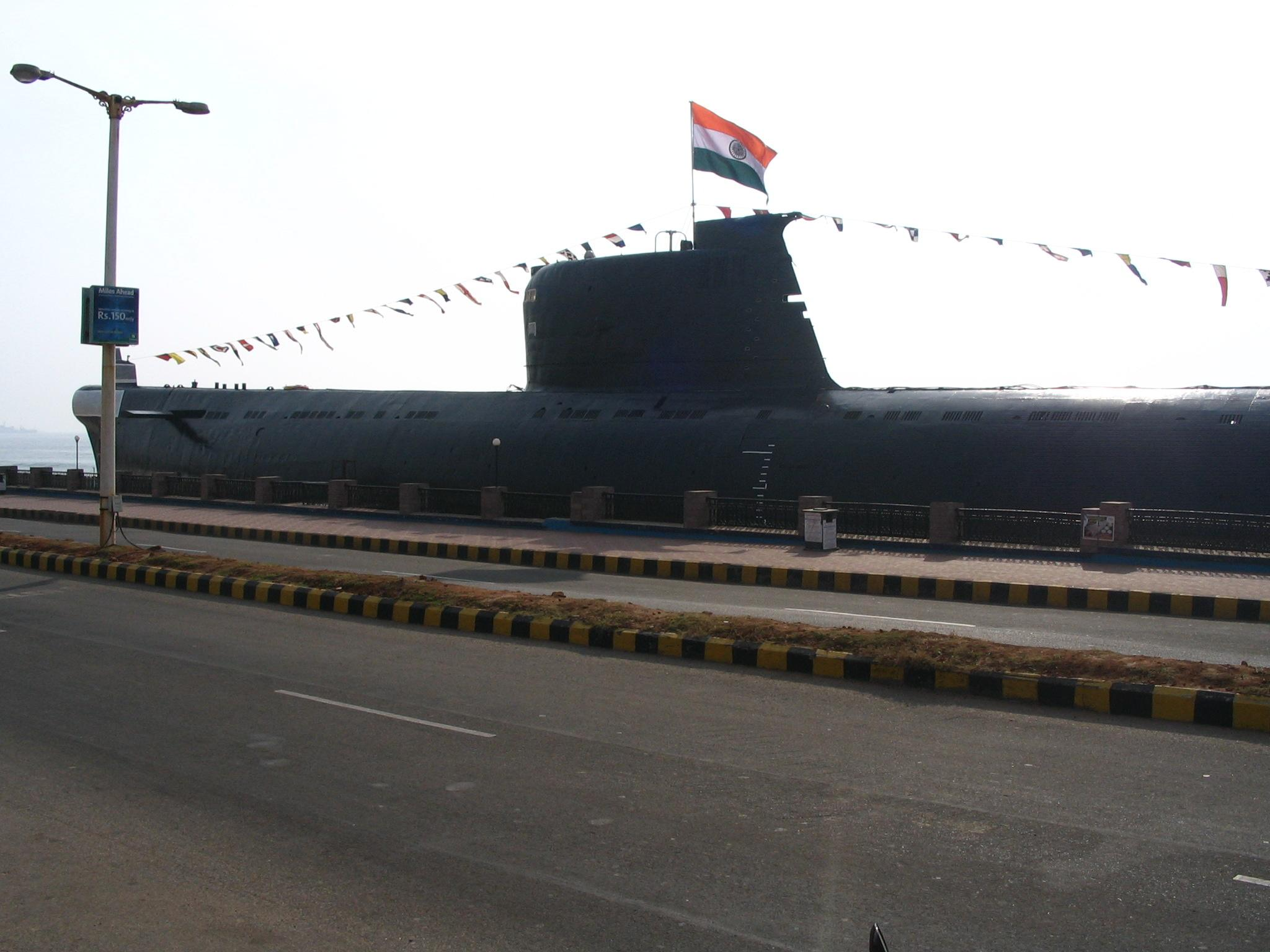
Le, navire musée.

| Classe                                       | Navires                                                                 | Origine                                      | Commissionné                                                      | Déclassé                                                  | Déplacement                                  | Note |
| Sous-marins nucléaires d'attaque (2 navires) | Sous-marins nucléaires d'attaque (2 navires)                            | Sous-marins nucléaires d'attaque (2 navires) | Sous-marins nucléaires d'attaque (2 navires)                      | Sous-marins nucléaires d'attaque (2 navires)              | Sous-marins nucléaires d'attaque (2 navires) | Sous-marins nucléaires d'attaque (2 navires)                                                               |
| -------------------------------------------- | ----------------------------------------------------------------------- | -------------------------------------------- | ----------------------------------------------------------------- | --------------------------------------------------------- | -------------------------------------------- | --- |
| classe Charlie                               | INS Chakra (K-43)                                                       | Union soviétique                             | 1er septembre 1987                                                | Janvier 1991                                              | 5000 tonnes                                  | Loué pour 10 ans mais restitué à l’Union soviétique en 1991 après 3 ans. Déclassé et mis au rebut en 1992. |
| classe Chakra (Akula I amélioré)             | INS Chakra (S71)                                                        | Russie                                       | 4 avril 2012                                                      |                                                           | 8140 tonnes                                  | En vertu d’un bail de 10 ans de la Russie depuis 2012 ; restitué en 2021.                                  |
| Sous-marins diesel-électriques (10 navires)  |                                                                         |                                              |                                                                   |                                                           |                                              | |
| classe Kalvari                               | INS Kalvari (S23) INS Khanderi (S22) INS Karanj (S21) INS Kursura (S20) | Union soviétique                             | 8 décembre 1967 6 décembre 1968 4 septembre 1969 18 décembre 1969 | 31 mai 1996 18 octobre 1989 1 aout 2003 27 septembre 2001 | 2475 tonnes                                  | Kiosque exposé Kiosque exposé Inconnu Navire musée                                                         |
| classe Vela                                  | INS Vela (S40) INS Vagir (S41) INS Vagli (S42) INS Vagsheer (S43)       | Union soviétique                             | 31 aout 1973 3 novembre 1973 10 aout 1974 26 décembre 1974        | 25 juin 2010 7 juin 2001 9 décembre 2010 30 avril 1997    | 2475 tonnes                                  | Inconnu Inconnu Doit être conservé en tant que navire musée Inconnu                                        |
| classe Sindhughosh                           | INS Sindhurakshak (S63) INS Sindhuvir (S58)                             | Union soviétique Russie                      | 24 décembre 1997 26 août 1988                                     | 6 mars 2017 mars 2020                                     | 3076 tonnes                                  | Déclassé / coulé après un accident / sauvetage Transféré à la marine birmane.                              |